# 有田川町
有田川町（日语：／ Aridagawa chō */?）是位於日本和歌山縣北部的行政區劃。轄區大部分地區都為山區，有田川從中由東向西貫穿，主要市區位於西部有田川南岸。蜜柑為本地特產，並且為有田蜜柑的主要產地。

## 人口
| 有田川町人口分布圖 |                                                 |  |
| 有田川町與日本全國年齡別人口分布比較圖 （2005年資料） | 有田川町的年齡、男女別人口分布圖 （2005年資料） |  |
| ■紫色是有田川町 ■綠色是全国 | ■藍色是男性 ■紅色是女性                         |  |
| 有田川町人口變化 \| 1970年 \| 32,478人 \| \| \| 1975年 \| 31,311人 \| \| \| 1980年 \| 30,944人 \| \| \| 1985年 \| 30,322人 \| \| \| 1990年 \| 29,870人 \| \| \| 1995年 \| 29,703人 \| \| \| 2000年 \| 29,563人 \| \| \| 2005年 \| 28,640人 \| \| \| 2010年 \| 27,162人 \| \| \| 2015年 \| 26,361人 \| \| \| 2020年 \| 25,258人 \| \| |                                                 |  |
| 資料來源：日本總務省統計中心提供之人口普查數據 |                                                 |  |
| 1970年 | 32,478人                                        |  |
| 1975年 | 31,311人                                        |  |
| 1980年 | 30,944人                                        |  |
| 1985年 | 30,322人                                        |  |
| 1990年 | 29,870人                                        |  |
| 1995年 | 29,703人                                        |  |
| 2000年 | 29,563人                                        |  |
| 2005年 | 28,640人                                        |  |
| 2010年 | 27,162人                                        |  |
| 2015年 | 26,361人                                        |  |
| 2020年 | 25,258人                                        |  |

## 歷史
在17世紀江戶時代初期，有田曾是日本最早大量栽種自中國引進的蜜柑的地方。
1889年日本實施町村制時，現在的有田川町轄區分屬石垣村、城山村、五村、安諦村、生石村、御靈村、五西月村、八幡村、田殿村、岩倉村、藤並村、鳥屋城村共12個行政區劃；在1950年代的昭和大合併期間，這12個行政區劃被整併為位於最西側的吉備町、位於中部的金屋町和位於東部的清水町。
2006年吉備町、金屋町、清水町於平成大合併期間再次合併為現在的有田川町。

### 變遷表
| 1889年4月1日 | 1889年 - 1912年 | 1912年 - 1944年 | 1945年 - 1954年 | 1955年 - 1989年           | 1955年 - 1989年            | 1989年 - 現在               | 現在                        |
| ------------ | --------------- | --------------- | --------------- | ------------------------- | -------------------------- | --------------------------- | --------------------------- |
| 石垣村       | 石垣村          | 石垣村          | 石垣村          | 石垣村                    | 1955年4月1日 合併為金屋町  | 2006年1月1日 合併為有田川町 | 2006年1月1日 合併為有田川町 |
| 五西月村     |                 |                 |                 |                           | 1955年4月1日 合併為金屋町  | 2006年1月1日 合併為有田川町 | 2006年1月1日 合併為有田川町 |
| 生石村       | 生石村          | 生石村          | 生石村          | 1955年4月1日 併入鳥屋城村 | 1955年4月1日 合併為金屋町  | 2006年1月1日 合併為有田川町 | 2006年1月1日 合併為有田川町 |
| 鳥屋城村     |                 |                 |                 |                           | 1955年4月1日 合併為金屋町  | 2006年1月1日 合併為有田川町 | 2006年1月1日 合併為有田川町 |
| 岩倉村       | 岩倉村          | 岩倉村          | 岩倉村          | 岩倉村                    | 1959年1月1日 併入金屋町    | 2006年1月1日 合併為有田川町 | 2006年1月1日 合併為有田川町 |
| 岩倉村       | 岩倉村          | 岩倉村          | 岩倉村          | 岩倉村                    | 1959年1月1日 併入清水町    | 2006年1月1日 合併為有田川町 | 2006年1月1日 合併為有田川町 |
| 五村         |                 |                 |                 |                           |                            | 2006年1月1日 合併為有田川町 | 2006年1月1日 合併為有田川町 |
| 城山村       | 城山村          | 城山村          | 城山村          | 城山村                    | 1955年5月10日 合併為清水町 | 2006年1月1日 合併為有田川町 | 2006年1月1日 合併為有田川町 |
| 安諦村       |                 |                 |                 |                           | 1955年5月10日 合併為清水町 | 2006年1月1日 合併為有田川町 | 2006年1月1日 合併為有田川町 |
| 八幡村       |                 |                 |                 |                           | 1955年5月10日 合併為清水町 | 2006年1月1日 合併為有田川町 | 2006年1月1日 合併為有田川町 |
| 御靈村       | 御靈村          | 御靈村          | 御靈村          | 御靈村                    | 1955年4月16日 合併為吉備町 | 2006年1月1日 合併為有田川町 | 2006年1月1日 合併為有田川町 |
| 田殿村       |                 |                 |                 |                           | 1955年4月16日 合併為吉備町 | 2006年1月1日 合併為有田川町 | 2006年1月1日 合併為有田川町 |
| 藤並村       |                 |                 |                 |                           | 1955年4月16日 合併為吉備町 | 2006年1月1日 合併為有田川町 | 2006年1月1日 合併為有田川町 |

## 交通

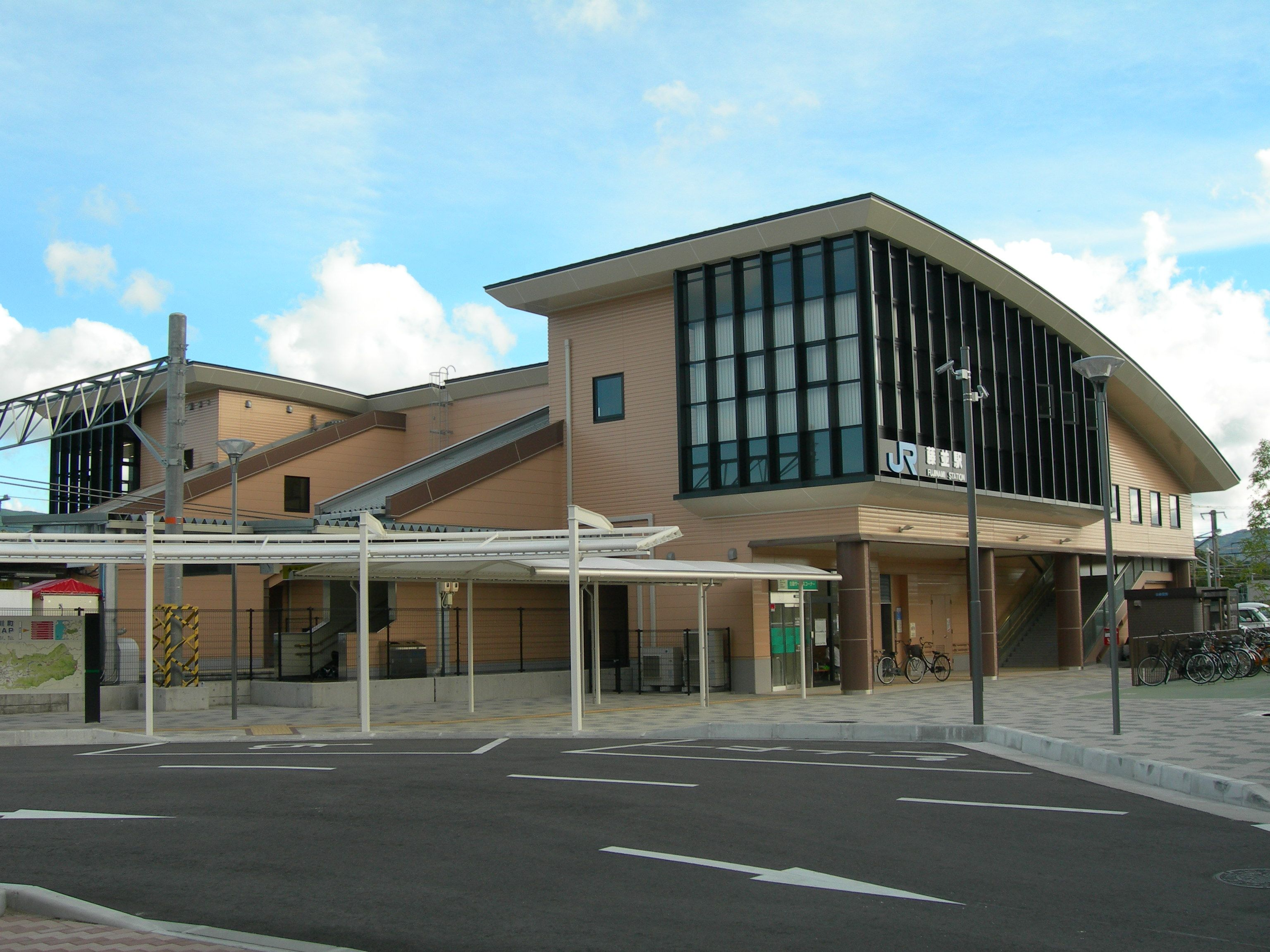
藤並車站

鐵路紀勢本線和高速公路阪和自動車道皆以南北向穿過西部的主要市區西緣，過去原本還有有田鐵道所經營的有田鐵道線自藤並車站往東穿過主要市區至吉備町德田地區，但此條鐵路已在2003年停止營運；不過有田鐵道公司仍有經營客運，目前有田川町內的客運路線也是由有田鐵道所經營。

### 鐵路
- 西日本旅客鐵道
  - 紀勢本線：（←湯淺町） - 藤並車站 - （有田市→）

### 公路
高速公路
- 阪和自動車道：（海南市） - 有田交流道 - 有田南交流道 - 吉備湯淺停車區 - （湯淺町）

## 觀光資源
位於轄內東部，有田川上游旁的蘭島為河道形成Ω型的區域，17世紀末當地居民將此區域開闢成梯田，形成現今特殊的景觀；現已被選入日本梯田百選、關西親近自然風景100選。而蘭島與周邊的清水聚落、三田聚落也共同以「蘭島及三田、清水的農山村景觀」的名稱被列為日本國家重要文化的景觀。
而過去有田鐵道線的最東端終點車站金屋口車站，在2010年改設為有田川町鐵道公園，展示過去使用的列車及相關資料。

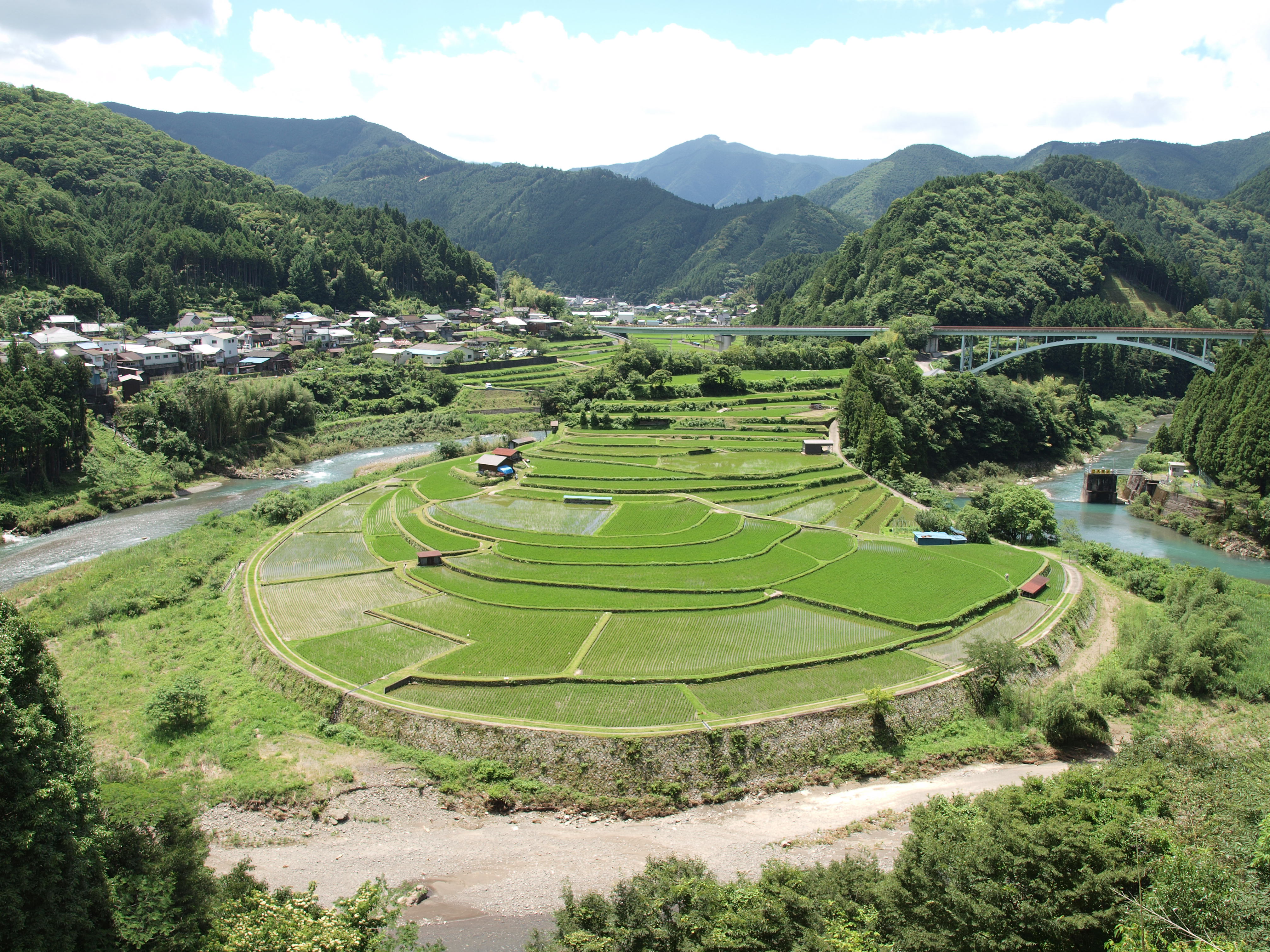
蘭島
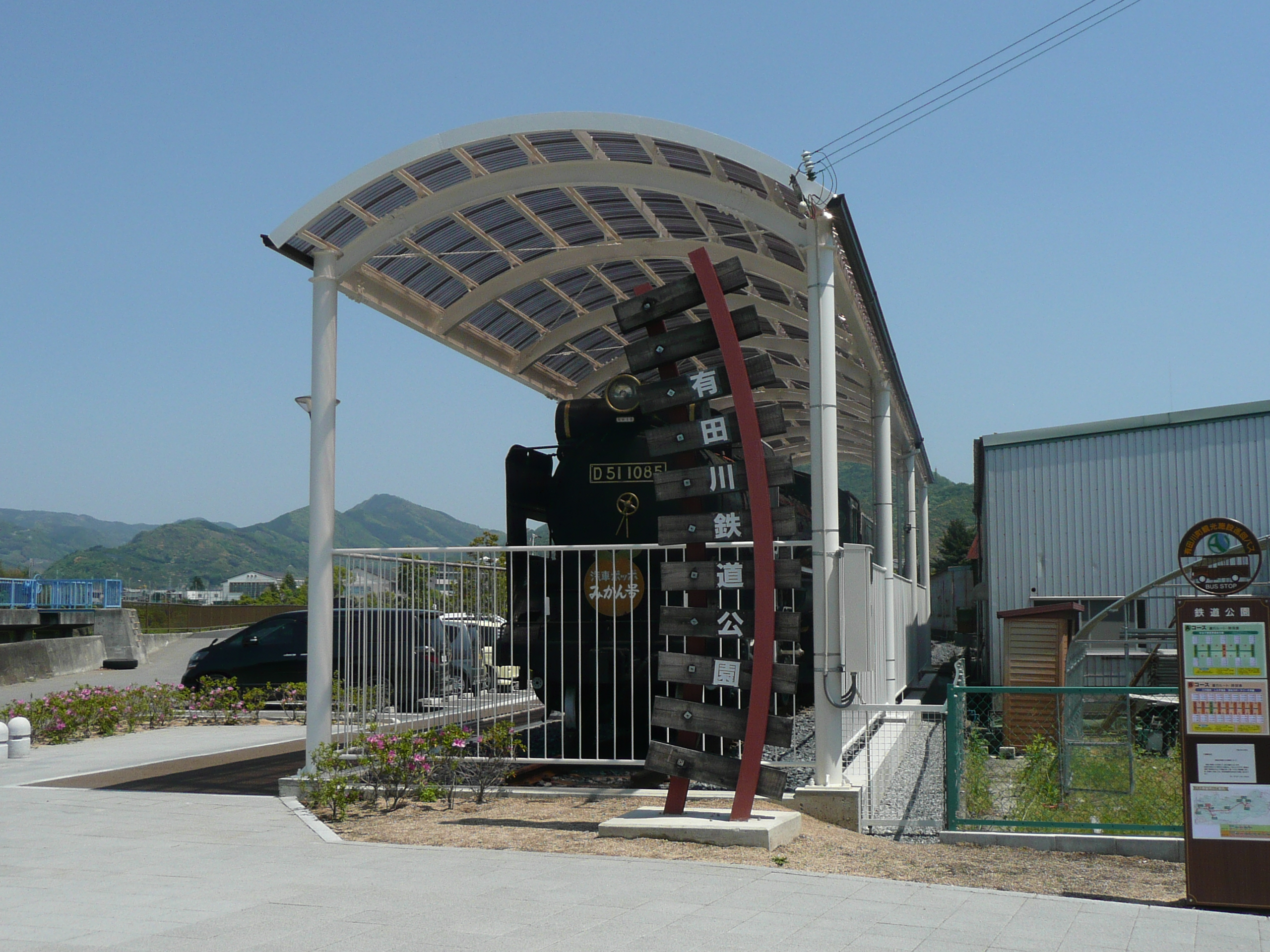
有田川町鐵道公園內展示的列車
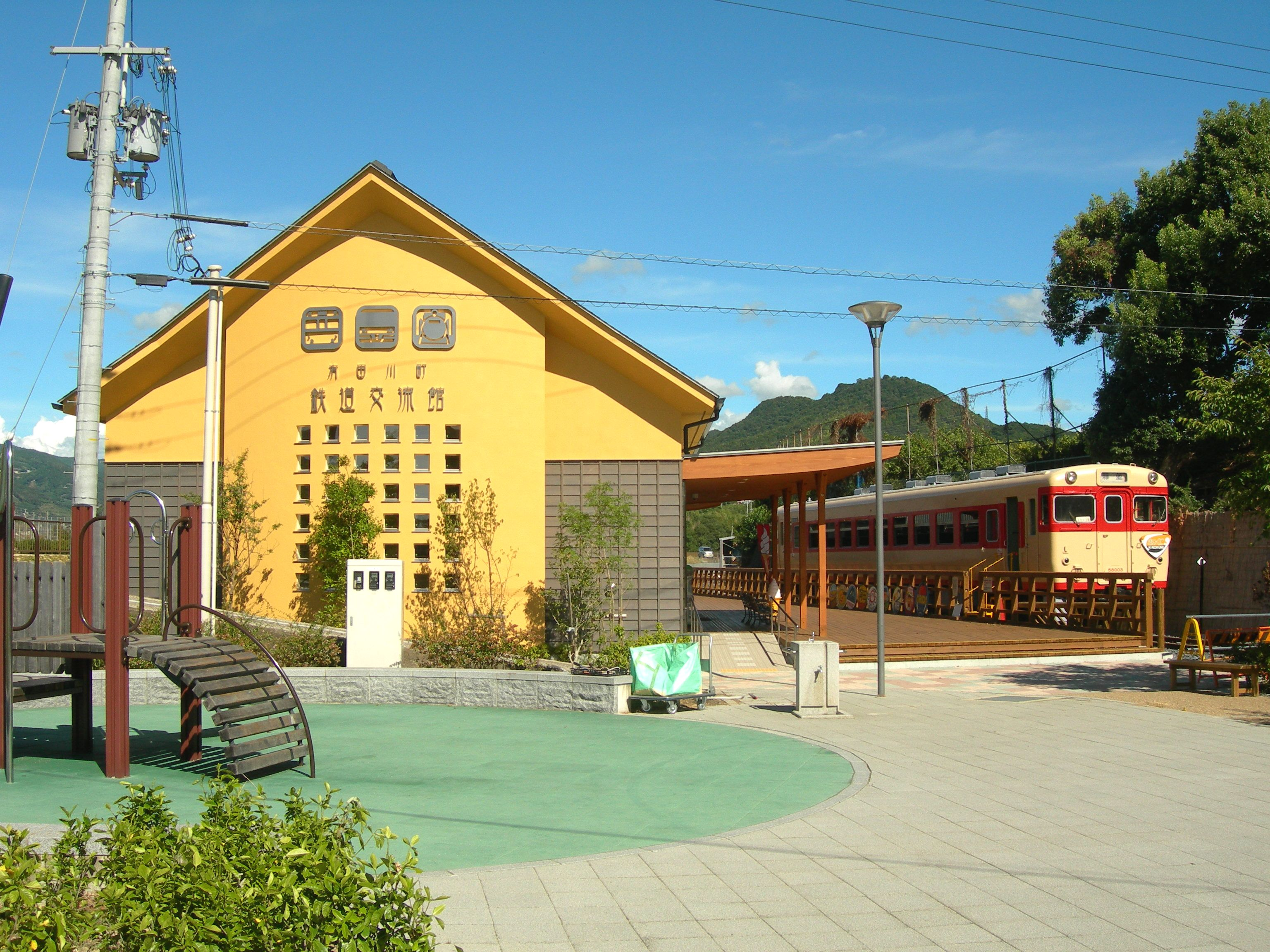
有田川町鐵道交流館

## 姊妹、友好城市

### 日本
- 高石市（大阪府）
高石市過去原與清水町締結為友好都市，清水町合併為有田川町後，兩地於2006年繼續締結為友好都市。

## 外部連結
- （日語） 有田川町公所的Facebook專頁
- （日語） 有田川町公所的X（前Twitter）
- （日語） 有田川町公所的Instagram帳戶
- （日語） YouTube上的有田川町公所頻道